# Branderup Sogn
Branderup Sogn ist eine dänische Kirchspielgemeinde (dän.: Sogn) in Nordschleswig. Bis 1970 gehörte sie zur Harde Nørre Rangstrup Herred im damaligen Haderslev Amt, danach zur Nørre-Rangstrup Kommune im damaligen Sønderjyllands Amt, die im Zuge der Kommunalreform zum 1. Januar 2007 in der „neuen“  Tønder Kommune in der Region Syddanmark aufgegangen ist.
Die Gemeinde hatte am 1. Januar 2023 535 Einwohner, davon 255 im Kirchdorf.